# Kimotsuki
Kimotsuki (肝付町 Kimotsuki-chō?) es un pueblo en la prefectura de Kagoshima, Japón, localizado al sureste de la isla de Kyūshū. Tenía una población estimada de 14 114 habitantes el 1 de marzo de 2021 y una densidad de población de 46 personas por km². El pueblo se formó el 1 de julio de 2005 tras la fusión Kōyama y Uchinoura, ambos del distrito de Kimotsuki. El Centro Espacial Uchinoura está localizado en los límites del pueblo.

## Geografía
Kimotsuki se encuentra en la parte oriental de la península de Ōsumi. La llanura aluvial del río Kimabe se extiende hasta el noroeste de la ciudad; sin embargo, la mayor parte de su superficie está ocupada por montañas que forman parte de las montañas Kimabe. La meseta de Kasanohara, conocida como la meseta de Shirasu, se extiende al noroeste. El río Kinosuke fluye cerca de la frontera con Kanoya. La ciudad se encuentra frente a la bahía de Shibushi al noreste, la bahía de Uchinoura al este y el océano Pacífico al sureste. La antigua ciudad de Takayama, al noroeste, y la antigua ciudad de Uchinoura al sureste están separadas por el monte Kunimi, y antes se tardaba más de 30 minutos en viajar entre los centros de ambas ciudades a través de la Ruta Nacional de Japón 448. El túnel de Kunimi (ruta 561 de la prefectura de Kagoshima), que atraviesa el monte Kunimi, se inauguró en 2002, acortando considerablemente el tiempo de viaje. Además, la Base Nacional de Reserva de Petróleo de Shibushi, que se creó recuperando petróleo en la costa de la bahía de Shibushi, pertenece a Kimotsuki.

### Municipalidades adyacentes
Prefectura de Kagoshima
- Higashikushira
- Kanoya
- Kinkō
- Minamiōsumi

### Clima
Kimotsuki tiene un clima subtropical húmedo (clasificación climática de Köppen Cfa) con veranos calurosos e inviernos suaves. Las precipitaciones son considerables durante todo el año, siendo más intensas en verano, especialmente en junio y julio. La temperatura media anual en Kimotsuki es de 17,5 °C (63,5 °F). La precipitación media anual es de 2747,6 mm (108,17 pulgadas), siendo junio el mes más lluvioso. Las temperaturas máximas se alcanzan en agosto, con alrededor de 27,2 °C (81,0 °F), y las mínimas en enero, con alrededor de 7,6 °C (45,7 °F). La temperatura máxima registrada fue de 38,5 °C (101,3 °F), alcanzada el 18 de agosto de 2020, y la mínima, de -6,4 °C (20,5 °F), alcanzada el 25 de enero de 2016.

## Demografía
Según los datos del censo japonés, la población de Kimotsuki ha disminuido constantemente en los últimos 60 años.
| Gráfica de evolución demográfica de Kimotsuki entre 1940 y 2015 |
|                                                                 |
| Oficina de Estadística de Japón                                 |

## Historia
La zona de Kimotsuki formaba parte de la antigua provincia de Ōsumi. Conserva numerosos vestigios del período Kofun. El clan Kimotsuki gobernó la zona desde mediados del período Heian hasta finales del período Sengoku. Durante el período Edo, formó parte del dominio Satsuma. Las aldeas de Kōyama y Uchinoura se establecieron el 1 de mayo de 1889, con la creación del sistema municipal actual. Tanto Kōyama como Uchinoura obtuvieron el estatus de pueblo en 1932. El pueblo de Kimotsuki se fundó el 1 de julio de 2005 tras la fusión de los pueblos de Kōyama y Uchinoura.

## Economía
La economía de Kimotsuki se basa mayormente de la agricultura y de la pesca comercial.

## Atracciones locales
- Castillo de Kōyama (en ruinas)
- Casa Nikaido (Bien Cultural Importante de Japón)
- Centro espacial Uchinoura